# Basilica dell'Immacolata Concezione (Catanzaro)
La basilica dell'Immacolata Concezione è un luogo di culto cattolico della città di Catanzaro.

## Storia
La chiesa venne eretta nel 1254 nel centro storico di Catanzaro, venendo inizialmente consacrata al culto della Santissima Trinità, mentre in seguito venne dedicata all'Immacolata Concezione, patrona della città, divenendo, per questo motivo, uno degli edifici più cari ai catanzaresi.
Venne elevata al titolo di basilica minore nel 1954.
Nel 1998 le viene attribuito il titolo di santuario mariano diocesano.

## Descrizione
La basilica venne costruita ad una sola navata, poi nel corso dei secoli, ne vennero aggiunte altre due minori. Nel 1750 l'edificio ha subìto la prima importante opera di restauro, venendo ampliato. I lavori durarono fino al 1763, quando il 6 dicembre, l'allora Vescovo di Catanzaro, Mons. Antonio De Cumis, riaprì al pubblico e consacrò la chiesa in una solenne cerimonia. Sempre il Vescovo De Cumis donò alla chiesa, nel 1775, l’altare maggiore in marmi policromi.
Particolarità della chiesa è la cupola: di forma ottagonale all'esterno, mentre rimane cilindrica vista dall'interno. La facciata è di stile neoclassico, mentre il campanile è stato ristrutturato nel XX secolo.
La sua forma è a croce latina, e all'interno sono presenti delle cappelle che in passato godevano del diritto di jus patronatus.
Tra le opere presenti in questo luogo si ricordano le statue settecentesche di san Rocco, di origine napoletana, sant'Alfonso, san Giuseppe, Addolorata e di san Michele, quest'ultime provenienti dalla non più esistente chiesa di Santa Caterina.